# Свирково (Болгария)
Свирково (болг. Свирково) — село в Болгарии. Находится в Хасковской области, входит в общину Симеоновград. Население составляет 434 человека.

## Политическая ситуация
В местном кметстве Свирково, в состав которого входит Свирково, должность кмета (старосты) исполняет Стефко Делев Делев (Болгарский земледельческий народный союз (БЗНС)) по результатам выборов правления кметства.
Кмет (мэр) общины Симеоновград — Милена Георгиева Рангелова (Демократы за сильную Болгарию (ДСБ)) по результатам выборов в правление общины.